# Befreiungsdenkmal
Le Befreiungsdenkmal (« Monument de la Libération ») se trouve sur la place Eduard-Wallnöfer (anciennement Landhausplatz) à Innsbruck en Autriche.

## Un projet de l'après-guerre

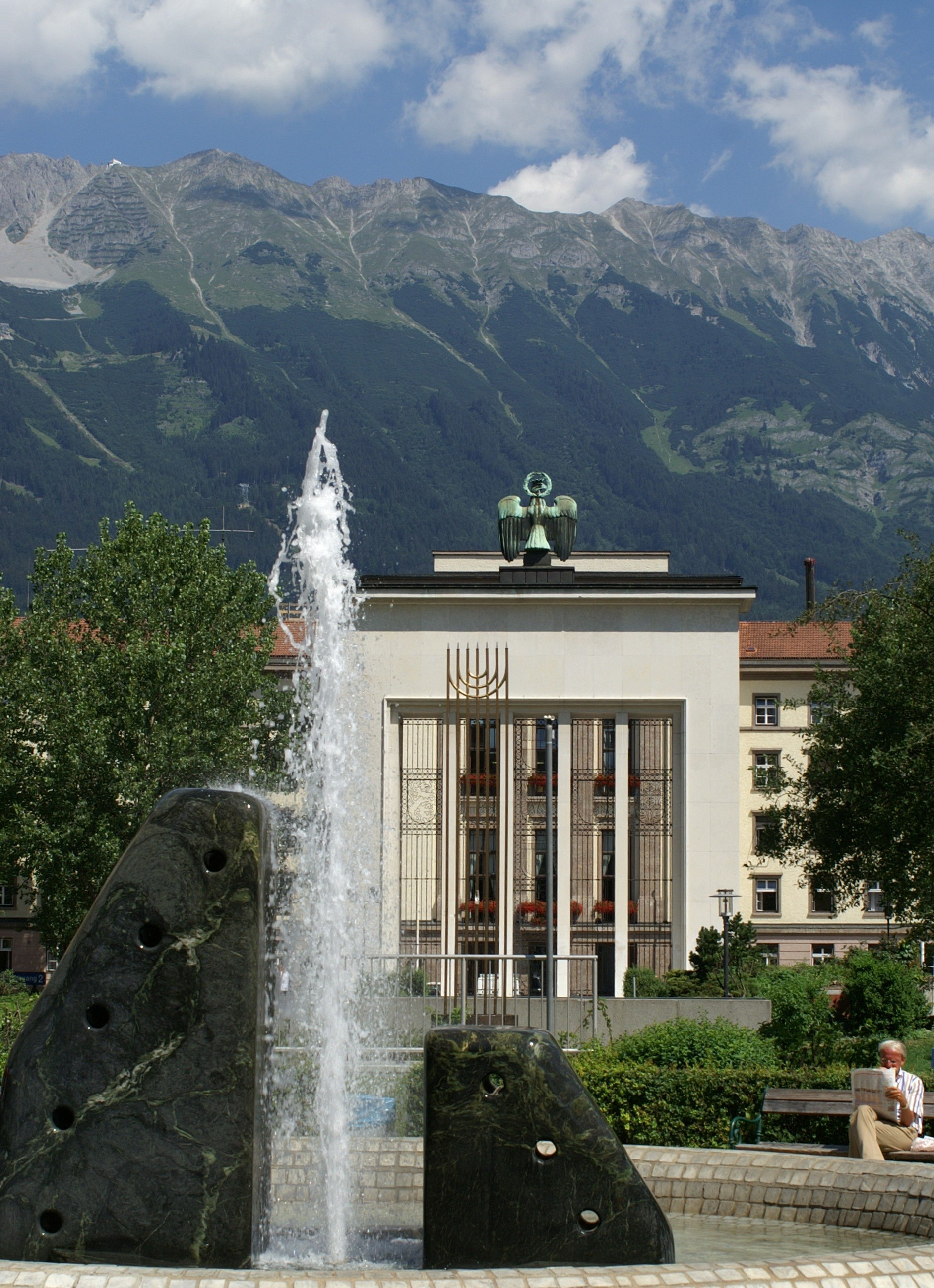
Vue de l'arrière, devant se trouvent la fontaine et le.

Le monument est érigé de 1946 à 1948 par des artistes et artisans tyroliens, à l'initiative et grâce au financement des forces d'occupation françaises en Autriche, sur les plans du major Jean Pascaud, architecte du gouvernement militaire français du Tyrol et du Vorarlberg. Le mémorial est dédié à ceux qui ont sacrifié leur vie pour la libération de l'Autriche de la dictature nationale-socialiste (1938 à 1945). Les plans et photos de l'érection de ce monument et de l'installation extrêmement laborieuse de l'aigle à son sommet sont conservés au musée d'État du Tyrol Ferdinandeum.

## Description
Contrairement au mémorial soviétique érigé à Vienne la même année, le monument d'Innsbruck ne montre que des symboles autrichiens. Il porte l'inscription PRO LIBERTATE AVSTRIAE MORTVIS (« À ceux morts pour la liberté de l'Autriche ») et les armoiries des neuf États fédérés autrichiens, disposées en croix sous forme de grilles réalisées par le maître serrurier et plus tard conseiller municipal ÖVP Anton Fritz, qui a également réalisé en cuivre l'aigle tyrolien d'après un dessin du sculpteur Emmerich Kerle.
Lors de la restructuration de la place en 2011, les noms de cent-sept personnes décédées dans la résistance contre le régime nazi ont été ajoutées au monument de la libération, puis en 2015 seize autres noms.
Noms se trouvant sur la façade ouest du monument :

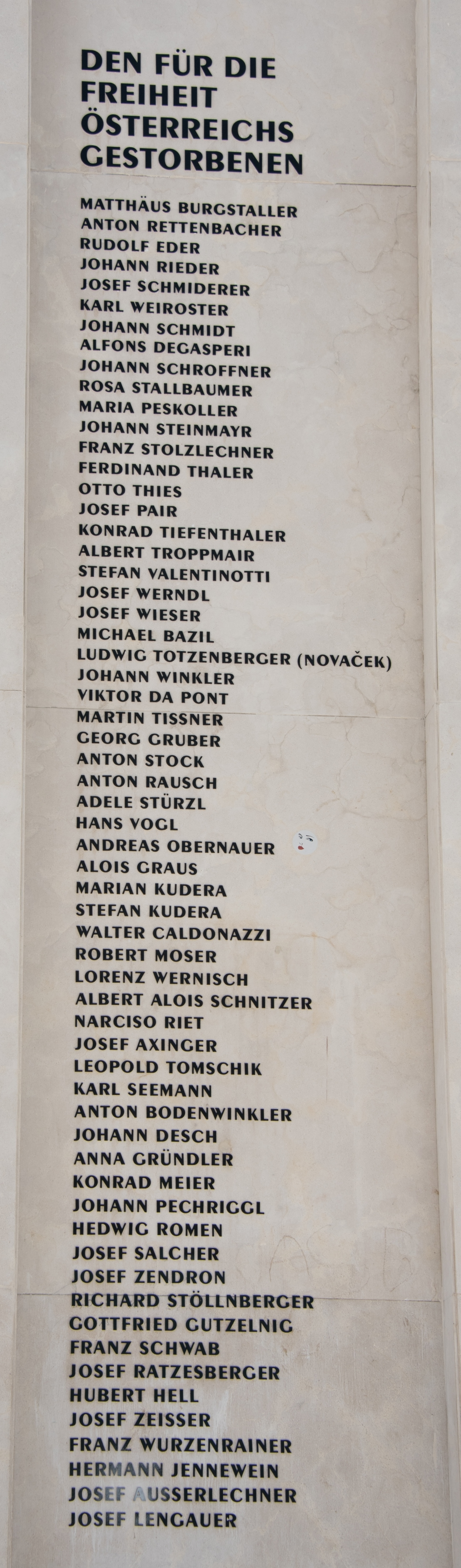
Liste des noms.

À ceux morts pour la liberté de l'Autriche
| - Josef Axinger - Michael Bazil - Anton Bodenwinkler - Matthäus Burgstaller - Walter Caldonazzi - Alfons Degaspari - Johann Desch - Rudolf Eder - Alois Graus - Georg Gruber - Anna Gründler - Marian Kuderna - Stefan Kuderna - Konrad Meier - Robert Moser - Andreas Obernauer - Josef Paire |  | - Johann Pechriggl - Maria Peskoller - Viktor da Pont - Anton Rausch - Anton Rettenbacher - Johann Rieder - Narciso Riet - Hedwig Romen - Josef Salcher - Josef Schmiderer - Johann Schmidt - Albert Alois Schnitzer - Johann Schroffner - Karl Seemann - Rosa Stallbaumer - Johann Steinmayer - Anton Stock |  | - Franz Stolzlechner - Adele Stürzl - Ferdinand Thaler - Otto Thies - Konrad Tiefenthaler - Martin Tissner - Léopold Tomschik - Ludwig Totzenberger - Albert Troppmair - Stefan Valentinotti - Hans Vogl - Karl Weiroster - Josef Werndl - Lorenz Wernisch - Josef Wieser - Johann Winkler |

Liste sur la façade est :
À ceux morts pour la liberté de l'Autriche
| - Paul Anetter - Max Bear - Alois Brunner - Josefine Brunner - Viktor Czerny - Hélène Delacher - Heinrich Depaoli - Ferdinand Eberhart - Johann Erler - Peter Falkner - Georg Fankhauser - Ernst Federspiel - Nikolaus Federspiel - Alois Flatscher - Franz Frank - Sepp Gangl - Jakob Gapp - Johann Gasser - Franz Gruber |  | - Pierre angulaire d'Alfred - Andreas Hofer - Alois Holzer - Ferdinand Humer - Alois Hupfau - Shmuel David Janaszewicz - Jakob Justmann - Karl Killinger - Anton Kofler - Walter Krajnc - Carl Lampert - Franz Mair - Adolf Martinek - Hubert Mayr - Karl Mayr - Johann Mentil - Franz Josef Messner - Otto Neururer |  | - Anton Obholzer - Ernst Ortner - Emil Palla - Hugo Paterno - Oskar Pfeifer - Anton Pils - Hugo Pircher - Josef Pontiller - Erich Ranacher - Franz Reinisch - Nikolaus Schwarz - Antonia Setz - Franz Setz - Anton Steiner - Florian Steiner - Lorenz Steiner - Alfons Sturm - Klara Sturm |